# Heinz Baumkötter
Heinrich "Heinz" Friedrich Wilhelm Baumkötter, född 7 februari 1912 i Burgsteinfurt, död 22 april 2001 i Münster, var en tysk lägerläkare och SS-Hauptsturmführer. Han var verksam i koncentrationslägren Mauthausen, Natzweiler-Struthof och Sachsenhausen, där han utförde medicinska experiment på lägerfångar.

## Biografi
Baumkötter, som sedan 1929 var truppläkare i Waffen-SS, inledde sin verksamhet som lägerläkare i Mauthausen i november 1941. År 1942 var han under kort tid i Natzweiler-Struthof, innan han samma år kommenderades till Sachsenhausen, där han i oktober blev förste lägerläkare. 

### Sachsenhausen
I Sachsenhausen utsatte Baumkötter lägerfångar för olika typer av uthållighetsprov. Han tillfogade även fångar andra och tredje gradens brännskador med hjälp av fosfor för att studera förutsättningarna för återhämtning. Baumkötter utvalde därtill fångar som var arbetsodugliga och närvarade vid arkebuseringar och gasningar. Vid arkebuseringarna lät han spela hög marschmusik så att de övriga fångarna inte skulle höra gevärsskotten.

### Efter andra världskriget
Efter andra världskrigets slut i maj 1945 greps Baumkötter av brittiska trupper. Han utlämnades dock året därpå till Sovjetunionen, då det hade framkommit att de flesta av hans experiment hade företagits på sovjetiska krigsfångar. En sovjetisk militärdomstol i Berlin dömde Baumkötter i oktober 1947 till livstids fängelse. Han sändes därpå till Gulag-lägret i Vorkuta för straffarbete i dess kolgruvor. Baumkötter frisläpptes i januari 1956 och återvände till Tyskland. Inom kort arresterades han på nytt och ställdes inför rätta. I februari 1962 dömdes Baumkötter av Landgericht Münster till åtta års fängelse för krigsförbrytelser och brott mot mänskligheten. Domstolen ansåg dock att straffet var avtjänat i samband med fångtiden i Sovjetunionen.